# Augochloropsis tupacamaru
Augochloropsis tupacamaru là một loài Hymenoptera trong họ Halictidae. Loài này được Holmberg mô tả khoa học năm 1884.